# Уати I
Уати I Кейта (манд. Ouati) — 3-й манса империи Мали, правивший с 1270 по 1274 год.

## Биография
Уати был сыном Сундиаты Кейта. Унаследовал трон от своего брата Ули, победив в борьбе за власть Халифу после его смерти. О правлении Уати мало, что известно. Известно лишь, что при мансе Уати империя лежала в руинах. В 1274 году Уати и умер ему наследовал его брат Халифа.